# Parafia Niepokalanego Poczęcia Najświętszej Maryi Panny w Krzyczewie
Parafia Niepokalanego Poczęcia Najświętszej Maryi Panny w Krzyczewie – rzymskokatolicka parafia znajdująca się w archidiecezji mińsko-mohylewskiej, w dekanacie mohylewskim, na Białorusi.

## Historia
Nie jest znany rok powstania pierwszego kościoła katolickiego w Krzyczewie. Najczęściej przyjmuje się 1620. W 1855 drewniany kościół spłonął. Jeszcze w tym samym roku Stefan Hołyński ufundował budowę nowej, murowanej świątyni pw. Niepokalanego Poczęcia Najświętszej Maryi Panny. W 1863 aresztowany został 28-letni wikariusz parafii ks. Julian Nagrodzki za przechowywanie kazań o podburzającej treści. W toku śledztwa udowodniono mu przynależność do powstania styczniowego i przekazanie broni powstańcom. Ks. Nagrodzki został zesłany do guberni permskiej.
W 1883 parafia należała do archidiecezji mohylewskiej i dekanatu czerykowsko-czausowskiego. Wówczas faktycznie była filią parafii w Czerykowie.
Po nastaniu prześladowań religijnych po rewolucji październikowej parafia istniała jeszcze kilka lat. W latach 20. XX w. kościół zamieniono na klub. Ok. 1934 budynek został wysadzony przez władze komunistyczne.
Parafia odrodziła się w 2007.